# Ignacio Trelles
Ignacio "Nacho" Trelles Campos (Guadalajara, 31 juli 1916 – Mexico-Stad, 24 maart 2020) was een Mexicaans voetballer en trainer. Trelles was een middenvelder. Als trainer won hij driemaal het Mexicaanse landskampioenschap.

## Loopbaan
Trelles maakte zijn debuut met Necaxa in 1934. Hij won de Mexiaanse Premiere League drie keer met deze club in 1934-1935, 1936-1937 en 1937-1938. In 1943 verruilde hij na negen jaar Necaxa voor Club America. In februari 1948 brak hij een scheen-en kuitbeen.
Hij had totaal 106 interlands als een coach. Trelles was bondscoach van Mexico op het wereldkampioenschap van 1962 en 1966. Hij leidde Mexico naar de eerste overwinning op het wereldeindtoernooi, toen Mexico in 1962 met 3-1 van Tsjecho-Slowakije won. In 1962 stond Mexico elfde op de rankschikking van nationale elftallen.
Bij verschillende clubs was hij in totaal trainer bij 1083 wedstrijden. Hij verzamelde 463 keer overwinningen, 319 keer gelijke spelen en 301 verlieswedstrijden. Met Cruz Azul werd hij in 1979 en 1980 landskampioen.
Ignacio Trelles overleed in 2020 op 103-jarige leeftijd.